# 옹벽

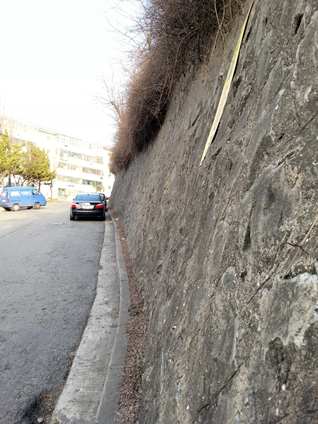
옹벽

옹벽(擁壁)은 흙이 자체의 압력에 의하여 무너지지 않도록 만든 벽이다. 유형으로는 철근 콘크리트조, 철근을 사용하지 않은 콘크리트조, 벽돌조, 석조 등이 있다.

## 종류

### 재료에 따른 종류
- 철근 콘크리트
- 무근 콘크리트 : 철근 미사용
- 석조
- 보강토

### 구조에 따른 종류
- 중력식 : 무근 또는 석조로 만듦.
- 캔틸레버식 : 역 T형, L형, 역 L형
- 부벽식 : 앞부벽식, 뒷부벽식

## 사진과 그림
- 옹벽을 담쟁이가 뒤덮고 있다.
- 주차장을 지지하는 옹벽을 만들기 위해 access hole에 콘크리트를 주입하고 있는 미군. 2008년 대한민국 진해
- L형 옹벽 일반도
- 역T형 옹벽 일반도
- 중력식 옹벽 일반도

## 같이 보기
- 토목공학
- 직접전단시험
- 지진공학
- 기초
- 지반공학
- 토압
- 방조제
- 구조공학

## 참고 자료
- 이 문서에는 다음커뮤니케이션(현 카카오)에서 GFDL 또는 CC-SA 라이선스로 배포한 글로벌 세계대백과사전의 내용을 기초로 작성된 글이 포함되어 있습니다.
- 토목기사 필기 - 철근콘크리트 및 강구조 (2015). 《전찬기 외》. 성안당.